# Steinbrüche – Auf der Höhe
Koordinaten: 51° 36′ 48″ N, 8° 30′ 54″ O
Das Naturschutzgebiet Steinbrüche – Auf der Höhe liegt auf dem Gebiet der Stadt Geseke im Kreis Soest in Nordrhein-Westfalen. Das Gebiet erstreckt sich südlich der Kernstadt Geseke direkt an der am westlichen Rand verlaufenden Landesstraße L 549. Südlich erstreckt sich das 142,23 ha große Naturschutzgebiet Prövenholz und verläuft die A 44.

## Bedeutung
Für Geseke ist seit 1990 ein 30,30 ha großes Gebiet unter der Schlüsselnummer SO-025 als Naturschutzgebiet ausgewiesen.